# Marc Meiling
Marc Meiling (né le 22 mars 1962) est un judoka allemand. Il participe aux Jeux olympiques d'été de 1988 dans la catégorie des poids mi-lourds et décroche la médaille d'argent.

## Palmarès

### Jeux olympiques
- Jeux olympiques de 1988 à Séoul,  Corée du Sud
  -  Médaille d'argent